# Огороди
Огоро́ди (каз. Огороды) — село у складі Абайського району Карагандинської області Казахстану. Входить до складу Самарського сільського округу.
Населення — 30 осіб (2021; 86 у 2009, 127 у 1999, 127 у 1989).
Національний склад станом на 1989 рік:
- росіяни — 47 %.